# Csaba Kurtucz
Csaba Kurtucz (ur. 3 marca 1982 w Gyuli) − węgierski bokser, brązowy medalista Mistrzostw Unii Europejskiej 2005 w Cagliari oraz na Mistrzostwach Unii Europejskiej 2007 w Dublinie. W roku 2000, 2003, 2005, 2006, 2007 oraz w roku 2011 był mistrzem Węgier w kategorii superciężkiej.

## Występy na mistrzostwach świata
W 2001 reprezentował Węgry w kategorii superciężkiej na Mistrzostwach Świata 2001 w Belfaście. Dotarł do ćwierćfinału, przegrywając w nim z Rusłanem Czagajewem. Na Mistrzostwach Świata 2005 w Mianyang odpadł już w pierwszej walce, przegrywając z Uzbekiem Rustamem Saidovem. Ostatni raz na mistrzostwach startował w 2007 roku, kończąc rywalizację na 1/32 finału, co było jego najgorszym wynikiem.